# Irurzun
Irurzun (oficialmente en euskera: Irurtzun) es un municipio español de la Comunidad Foral de Navarra, situado en la merindad de Pamplona, en la comarca de La Barranca, en el valle del río Araquil y a 20,2 km de la capital de la comunidad, Pamplona. Su población en 2021 fue de 2316 habitantes (INE), con una densidad de 623,71 hab/km².
Está situado en la confluencia de las autovías A-10 (autovía de la Barranca), que comunica Pamplona con Vitoria y A-15 (autovía de Leizarán), que comunica Pamplona con San Sebastián.

## Toponimia

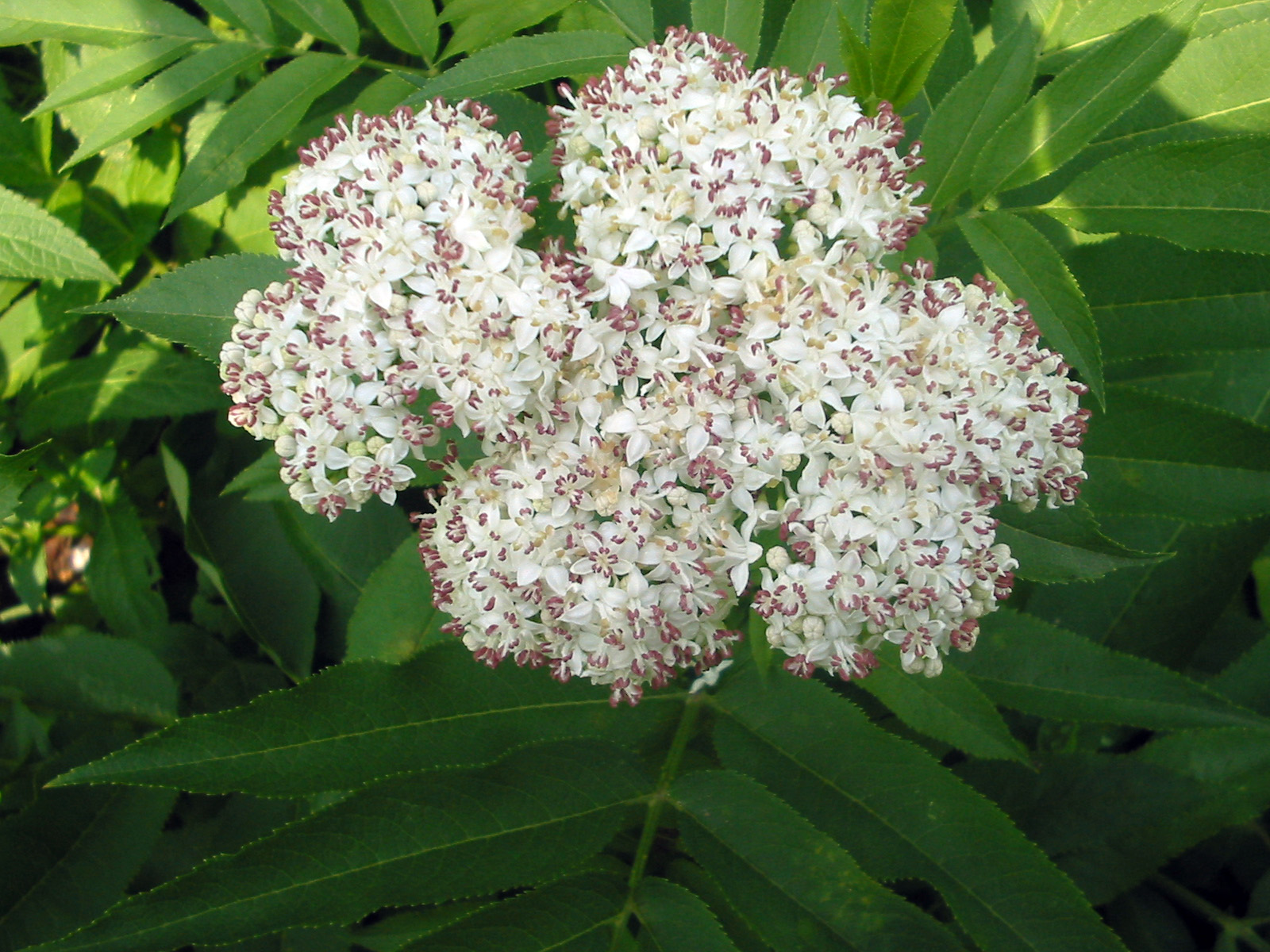
Flor del yezgo

El topónimo Irurzun parece proveniente de la lengua vasca, aunque tiene un significado dudoso. Según el filólogo Mikel Belasko podría estar relacionado con el nombre de la planta llamada en euskera zihaurri (en ciertas variantes dialectales ihaurri), que se corresponde al yezgo o sáuco menor. Según esta hipótesis el nombre de la planta (z)ihaurri iría acompañado del sufijo abundancial -tze o tzu y del sufijo -un, variante de une, que significa lugar. Así el significado etimológico último de Irurzun sería lugar con abundancia de yezgo.
La documentación más antigua que menciona esta población data del siglo XIII. En ella se la menciona bajo denominaciones como Yrurçun, Hirurçu, Irusun, Irurçun o Içurçun.

## Geografía

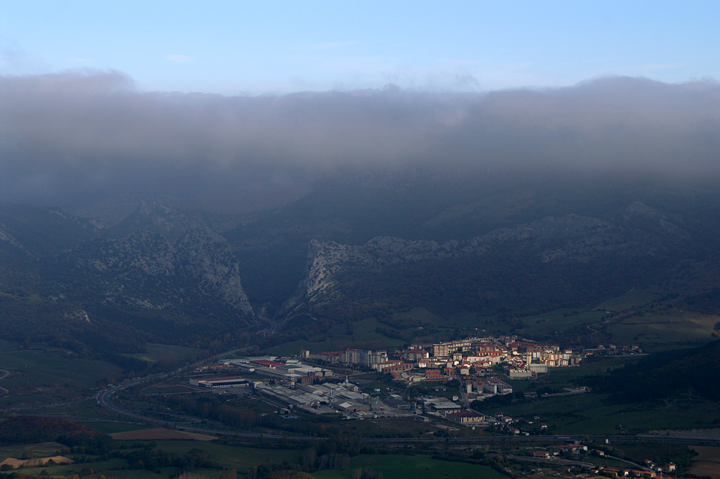
Vista panorámica de la localidad

Irurzun se sitúa en el extremo oriental del corredor de La Barranca, al pie de los montes Erga (1088 m s. n. m.) y Gaztelu (996 m s. n. m.). Dichos montes enlazan con la sierra de Aralar y Andía respectivamente.

### Barrios
Dos Hermanas, Katanga, Ardubil, Aralar, San Martín, Ardanzeta, Urbasa, Aldapa...

### Localidades limítrofes
El municipio limita al norte con Latasa y Aguinaga, al sur con Izurdiaga, al este con Aizcorbe y al oeste con Echeverri.

## Historia
En la Edad Media existió un castillo roquero conocido como castillo de Aixita, en ocasiones llamado también «Aizita» o «Agita», en la cima de la Hermana Mayor de las Dos Hermanas, entre los términos municipales actuales de Irurzun y Echeverri. Se ha teorizado que el nombre de Aixita puede derivar del nombre original de dos hermanas en euskera: Haitzbitarte (en euskera: Paso de las dos peñas), a su vez la forma «Aizita» se ha propuesto por el nombre por el que se conoció a las cimas durante el siglo XVIII: Peñas de Agita. Sea como fuere, el castillo fue derruido en 1415. Sus ruinas son actualmente un reclamo para las rutas de senderismo que atraviesan la zona.
Durante la conquista de Navarra, en 1512, las tropas españolas fueron reforzadas con soldados guipuzcoanos y beamonteses que avanzaron por el corredor del Araquil para mantener la recién tomada Pamplona que estaba bajo asedio. Jaime Vélaz de Medrano y Etxauz, capitán navarro, detuvo un avance inicial en Estella y más tarde reuniría a tropas de Estella, Alsasua y milicianos de Pamplona. En total contaba con cerca de un millar de hombres con los que decidió hacer frente a los españoles en los campos de Zegarren, a las afueras de Irurzun. El 27 de junio de 1512 ambas fuerzas se enfrentaron triunfando el bando navarro, que hizo prisioneros a los comandantes de la fuerza enemiga, los señores de Andueza (Johan Martínez de Andueza) y Berástegui (Martín Báñez, hijo de Martín Báñez de Artazubiaga).
Durante la guerra de la Convención contra Francia, los franceses invadieron Irurzun en un día, el 26 de noviembre de 1794. El pueblo no sería reconquistado hasta 6 de julio del siguiente año.
Irurzun ha tenido un fuerte desarrollo industrial a partir de la década de los 60 debido a ser un nudo de comunicaciones entre Vitoria, Pamplona y San Sebastián.
Históricamente Irurzun ha pertenecido a la jurisdicción del valle de Araquil, del que formaba parte como concejo. Desde la formación del municipio de Araquil durante la implantación del estado constitucional español en el siglo XIX pasó a ser uno de los concejos que lo constituían. A raíz del desarrollo industrial de mediados del siglo XX, Irurzun se convirtió en el concejo más poblado de dicho municipio triplicando en población al conjunto del resto de poblaciones del municipio.
Con esa motivación, en 1996 el concejo de Irurzun se segregó del resto de Araquil y se constituyó en municipio independiente.

## Demografía
Irurzun cuenta con una población de 2316 habitantes (INE 2024).
| Gráfica de evolución demográfica de Irurzun entre 2001 y 2021 |
| |
| Población de derecho según los censos de población del INE Población de hecho según los censos de población del INEEntre el censo de 2001 y el anterior, aparece este municipio porque se segrega del municipio 31025 (Araquil). Véase 315057 (Irurzun) |

| Gráfica de evolución demográfica de Irurzun entre 1996 y 2021                                           |
| |
| Población de derecho según los censos de población del INE En 1997 el INE no tuvo datos de la población |

Irurzun es la tercera localidad más poblada de la comarca navarra de la Barranca, con una población en 2021 de 2316 habitantes. Sólo es superada por Alsasua y Echarri-Aranaz. La distribución de la pirámide de población por sexos y edades registraba ese año 1 188 varones (51,74 % del total) y 1 108 mujeres (48,26 %). El 46,4 % de la población cuenta con menos de cuarenta años, los menores de veinte años suponen el 20 % del total, mientras que los mayores de sesenta años son el 21 %. Esta estructura, típica en el régimen demográfico moderno, presenta una evolución hacia el envejecimiento progresivo de la población, agravado por la disminución de la natalidad anual.
Así mismo, el 18 % de la población de Irurzun tiene origen extranjero, estando censadas 419 personas en 2021. Los tres países con mayor incidencia en la inmigración irurzundarra eran Marruecos con 148 vecinos, Rumanía con 47 y Ecuador cerraba el podio con 40.

## Administración y política
| Periodo   | Nombre                         | Partido | Partido                                               |
| --------- | ------------------------------ | ------- | ----------------------------------------------------- |
| 1995-1997 | José Antonio Arregui Sarasa    |         | Agrupación Electoral Independiente San Martín (AEISM) |
| 1997-1999 | Alberto Azpiroz Goldaraz       |         | Agrupación Electoral Independiente San Martín (AEISM) |
| 1999-2003 | Eduardo Murugarren Frances     |         | Euskal Herritarrok (EH)                               |
| 2003-2007 | Juana María Martínez Juansaras |         | Unión del Pueblo Navarro (UPN)                        |
| 2007-2015 | Juan José Iriarte Vitoria      |         | Nafarroa Bai (NaBai)                                  |
| 2015-2023 | Aitor Larraza Carrera          |         | Euskal Herria Bildu (EH Bildu)                        |
| 2023-act. | Unai Razkin Iriarte            |         | Euskal Herria Bildu (EH Bildu)                        |

| Partido político                                            | 2023  | 2023       | 2019  | 2019       | 2015  | 2015       | 2011  | 2011       | 2007  | 2007       | 2003  | 2003       | 1999  | 1999       | 1995  | 1995       |
| Partido político                                            | %     | Concejales | %     | Concejales | %     | Concejales | %     | Concejales | %     | Concejales | %     | Concejales | %     | Concejales | %     | Concejales |
| Euskal Herria Bildu (EH Bildu)                              | 69,68 | 8          | 71,44 | 8          | 48,20 | 6          | 21,07 | 2          | —     | —          | —     | —          | —     | —          | —     | —          |
| Unión del Pueblo Navarro (UPN)                              | 25,05 | 3          | —     | —          | 13,29 | 1          | 17,06 | 2          | 24,52 | 3          | 80,28 | 11         | 31,88 | 3          | 20,92 | 2          |
| Navarra Suma (NA+)                                          | —     | —          | 24,88 | 3          | —     | —          | —     | —          | —     | —          | —     | —          | —     | —          | —     | —          |
| Agrupación Independientes de Irurtzun Independienteak (AII) | —     | —          | —     | —          | 29,35 | 4          | —     | —          | —     | —          | —     | —          | —     | —          | —     | —          |
| Nafarroa Bai (NaBai)                                        | —     | —          | —     | —          | —     | —          | 52,24 | 7          | 51,31 | 6          | —     | —          | —     | —          | —     | —          |
| Asociación Electoral Ind. San Martín (AEISM)                | —     | —          | —     | —          | —     | —          | —     | —          | —     | —          | —     | —          | 26,92 | 3          | 55,06 | 7          |
| Partido Socialista de Navarra (PSN-PSOE)                    | —     | —          | —     | —          | 3,77  | 0          | —     | —          | —     | —          | —     | —          | 5,04  | 0          | —     | —          |
| Partido Popular (PP)                                        | —     | —          | —     | —          | 1,80  | 0          | 6,29  | 0          | —     | —          | —     | —          | —     | —          | —     | —          |
| Eusko Abertzale Ekintza-Acción Nacionalista Vasca (EAE-ANV) | —     | —          | —     | —          | —     | —          | —     | —          | 20,51 | 2          | —     | —          | —     | —          | —     | —          |
| Euskal Herritarrok (EH)                                     | —     | —          | —     | —          | —     | —          | —     | —          | —     | —          | —     | —          | 33,88 | 3          | —     | —          |
| Herri Batasuna (HB)                                         | —     | —          | —     | —          | —     | —          | —     | —          | —     | —          | —     | —          | —     | —          | 22,39 | 2          |

## Cultura

### Fiestas
- Fiestas principales. El tercer miércoles del mes de julio durante 5 días
- San Martín (Patrón de Irurzun). El 11 de noviembre
- Santa Águeda. El 4 de febrero
- Trinidad. Fin de semana posterior a Pentecostés

### Deporte
- Irurzun fue cuna del equipo ciclista Reynolds, con el patrocinio inicial de la empresa local INASA.[11]
- En la localidad hubo un equipo de fútbol llamado Club Deportivo Irurzungo Alay, que durante la década de los 70 disputó en las categorías regionales. Uno de los entrenadores del equipo durante esos años fue José Luis Díez Díaz, presidente de la Federación Navarra de Fútbol.[12]
- Actualmente el fútbol sala es su principal actividad deportiva gracias al Xota Fútbol Sala que juega en la máxima competición del fútbol sala nacional, siendo ya uno de los equipos clásicos de la Liga Nacional de Fútbol Sala (LNFS).[11]
- Cuenta con un equipo de baloncesto llamado C.B. Irurtzun. Disputa sus encuentros como local en el polideportivo Atakondoa.[13]